# إدوارد ستافورد (سياسي)
إدوارد ستافورد (بالإنجليزية: Edward Stafford)‏ هو سياسي نيوزلندي، ولد في 23 أبريل 1819 بإدنبرة في المملكة المتحدة، وتوفي في 14 فبراير 1901 بلندن في المملكة المتحدة.

## مناصب
- انتخب وزير المالية [الإنجليزية]‏.
- انتخب Colonial Secretary of New Zealand [الإنجليزية]‏.
- انتخب رئيس وزراء نيوزيلندا عن دائرة Nelson (New Zealand electorate) [الإنجليزية]‏ (2 يونيو 1856 – 12 يوليو 1861).
- انتخب عضو مجلس النواب نيوزيلندا.